# Józef Sopotnicki
Józef Julian Sopotnicki (ur. 8 lutego 1882 w Przemyślu, zm. 23 sierpnia 1942 w obozie koncentracyjnym KL Auschwitz) – pułkownik dyplomowany piechoty Wojska Polskiego, kawaler Orderu Virtuti Militari.

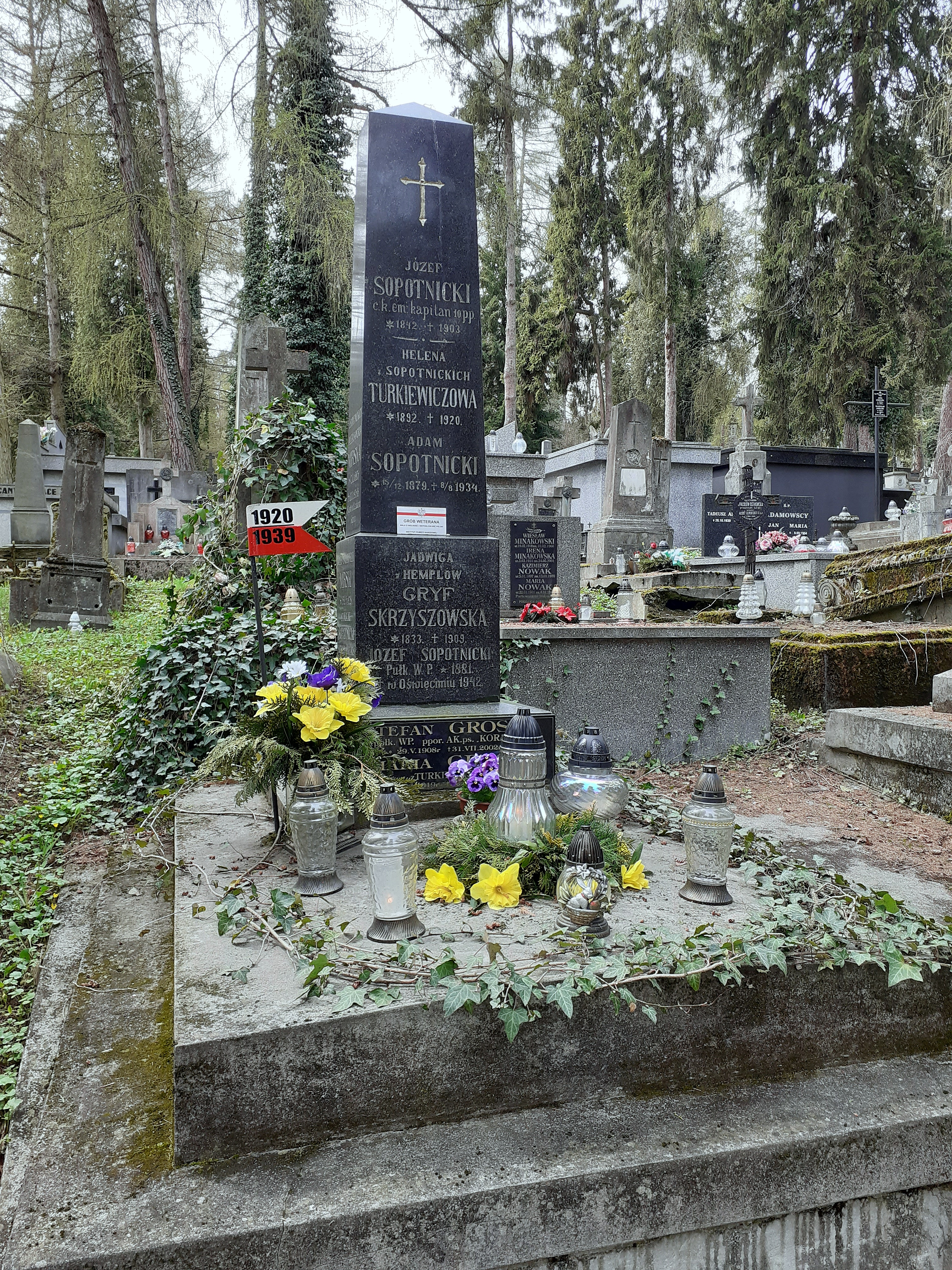
Grobowiec rodzinny Józefa Sopotnickiego z sympoliczną inskrypcją upamiętniającą jego osobę

## Życiorys
Był synem Józefa (1842-1903, kapitan armii austriackiej) i Marii z domu Skrzyszowskiej. Był zawodowym oficerem piechoty cesarskiej i królewskiej Armii. Na stopień podporucznika został mianowany 1 września 1900. Służył w Śląsko-Morawskim Pułku Piechoty Nr 100 w Krakowie. W 1904 został przyjęty do Szkoły Wojennej w Wiedniu. Na stopień porucznika został mianowany ze starszeństwem z 1 maja 1906. Z dniem 1 listopada tego roku, po ukończeniu studiów, otrzymał tytuł oficera przydzielonego do Sztabu Generalnego i został przydzielony do 11 Brygady Górskiej w Tuzli na stanowisko oficera sztabu. W następnym roku został przydzielony na takie samo stanowisko do 47 Brygady Piechoty w Przemyślu. W czasie studiów i służby w sztabach pozostawał oficerem nadetatowym Pułku Piechoty Nr 100.
W latach 1917–1918 był szefem sztabu Polskiego Korpusu Posiłkowego.
W 1918 wstąpił do Wojska Polskiego. Wziął udział w wojnie polsko-ukraińskiej. Był szefem sztabu Grupy gen. Zygmunta Zielińskiego w wyprawie z Przemyśla w kierunku Chyrowa. 22 grudnia objął dowództwo Grupy własnego imienia, atakował wojska ukraińskie odciążając obronę Lwowa od południa. 5 stycznia 1919 awansował do stopnia podpułkownika. Następnie dowodził Grupą w składzie Dywizji gen. Sikorskiego, która broniła połączenia Przemyśla i Lwowa. W kwietniu 1919 został szefem sztabu Grupy gen. Bronisława Babiańskiego na froncie wołyńskim w Kowlu. Kampanię wiosenną 1920 odbył jako oficer sztabu Grupy Operacyjnej gen. Józefa Rybaka, następnie od lipca dowodził Grupą 6 Armii, prowadząc walki z Sowietami na południowym odcinku frontu. Z początkiem września został dowódcą Rejonu Obronnego w Stryju, a od grudnia 1920 do sierpnia 1921 – w Drohobyczu.
Był autorem publikacji pt. Kampania polsko-ukraińska. Doświadczenia operacyjne i bojowe (Lwów, 1921).
Dowódca 60 pułku piechoty wielkopolskiej. 3 maja 1922 zweryfikowany został w stopniu pułkownika ze starszeństwem z dniem 1 czerwca 1919 i 60. lokatą w korpusie oficerów zawodowych piechoty. Z dniem 1 października 1922 przeniesiony został z rezerwy oficerów sztabowych na stanowisko szefa sztabu Dowództwa Okręgu Korpusu Nr VIII w Toruniu. Z dniem 1 lipca 1923 mianowany został dowódcą 18 Dywizji Piechoty w Łomży. Dowodząc dywizją pozostawał oficerem nadetatowym 71 pułku piechoty. W sierpniu 1924 zwolniony został ze stanowiska dowódcy 18 DP i pozostawiony w dyspozycji Ministra Spraw Wojskowych. 1 września 1926 powołany został ze stanu nieczynnego i oddany do dyspozycji dowódcy Okręgu Korpusu Nr X w Przemyślu.
Z dniem 29 lutego 1928 przeniesiony został w stan spoczynku. W 1934 pozostawał na ewidencji Powiatowej Komendy Uzupełnień Warszawa Miasto III z przydziałem mobilizacyjnym do Oficerskiej Kadry Okręgowej Nr I. Jako oficer stanu spoczynku przewidziany był do użycia w czasie wojny. W konspiracji był członkiem Nowej Armii Polskiej. Aresztowany 6 czerwca 1942 w Warszawie. Zmarł 23 sierpnia 1942 w obozie koncentracyjnym Auschwitz.

## Ordery i odznaczenia
- Krzyż Srebrny Orderu Wojskowego Virtuti Militari
- Krzyż Walecznych (1922)[13]
- Medal Pamiątkowy za Wojnę 1918–1921[5]
- Medal Dziesięciolecia Odzyskanej Niepodległości[5]